# Amigos de Peter G.
Friends of Peter G. (titulado Amigos de Peter G. en Hispanoamérica y España) es el décimo episodio de la serie Padre de familia emitido el 13 de febrero de 2011 en Estados Unidos a través de FOX. La trama se centra en Peter y Brian, los cuales son obligados a asistir a varias reuniones de Alcohólicos Anónimos muy a pesar de estos. De pronto al acabar una de esas reuniones, Peter fallece en un accidente por conducir bajo los efectos del alcohol y se le presenta la Muerte dispuesta a enseñarle lo que será su vida si sigue bebiendo.
El episodio está escrito por Brian Scully y dirigido por John Holmquist. Las críticas fueron dispares por el argumento y las referencias culturales. Según la cuota de pantalla Nielsen, el episodio fue visto por 5,99 millones de televidentes. Como artistas invitados, prestan sus voces: H. Jon Benjamin, Adam Carolla, Carrie Fisher, Phil LaMarr, Jessica Stroup y Laura Vandervoort.

## Argumento
Brian y Peter asisten al cine, cuando en mitad de los tráileres este último saca una petaca y ambos se ponen a beber, en consecuencia, debido a la borrachera de ambos acaban molestando al público y destrozan la pantalla hasta que son detenidos por Joe, el cual había recibido un aviso de desorden público. A la mañana siguiente, Peter y Brian son condenados a pasar un mes en Alcohólicos Anónimos a pesar de sus reticencias. En su primera reunión, los asistentes ven como el alcohol afecta negativamente a Peter después de que este contara una anécdota, mientras Brian se muestra reacio a abandonar la bebida. En casa, el can llega a la conclusión de que lo que necesitan los miembros de la asociación es un lugar en el que beber sin ser juzgados por nadie, por lo que en la próxima reunión, Peter y Brian llevan varias cajas de cerveza. A pesar de intentar abstenerse, los asistentes finalmente sucumben a la tentación. De nuevo, Joe recibe un aviso de quejas, esta vez por el ruido ocasionado en la asociación en la que se encuentra Peter, uno de los Anónimos al ver que Joe se acerca da el aviso y convierten el centro en una iglesia improvisada en el que cantan un número musical para engañar al policía.
La fiesta ha terminado y Peter decide irse a casa a pesar de no estar en condiciones para conducir, a medio camino de su hogar, Peter se queda dormido al volante y muere al estrellarse el coche contra un árbol. Cuando la Muerte llega al lugar y el alma de Peter sale de su cuerpo, este decide enseñarle a Peter una lección, para empezar le muestra como será su vida en el futuro en el que aparece Peter alcoholizado y maltratando a su familia y en el que se enrolla su jefa, horrorizado, Peter le promete que no volverá a beber jamás, sin embargo, la Muerte también le muestra los contras de ser un abstemio, puesto que en el primer caso abusaba de su familia, en este, Peter se pasa de cariñoso y sin personalidad propia. La Muerte le sugiere que viva su vida moderando su consumo, por lo que Peter decide tomarse en serio el consejo y reduce su consumo.

## Producción y desarrollo

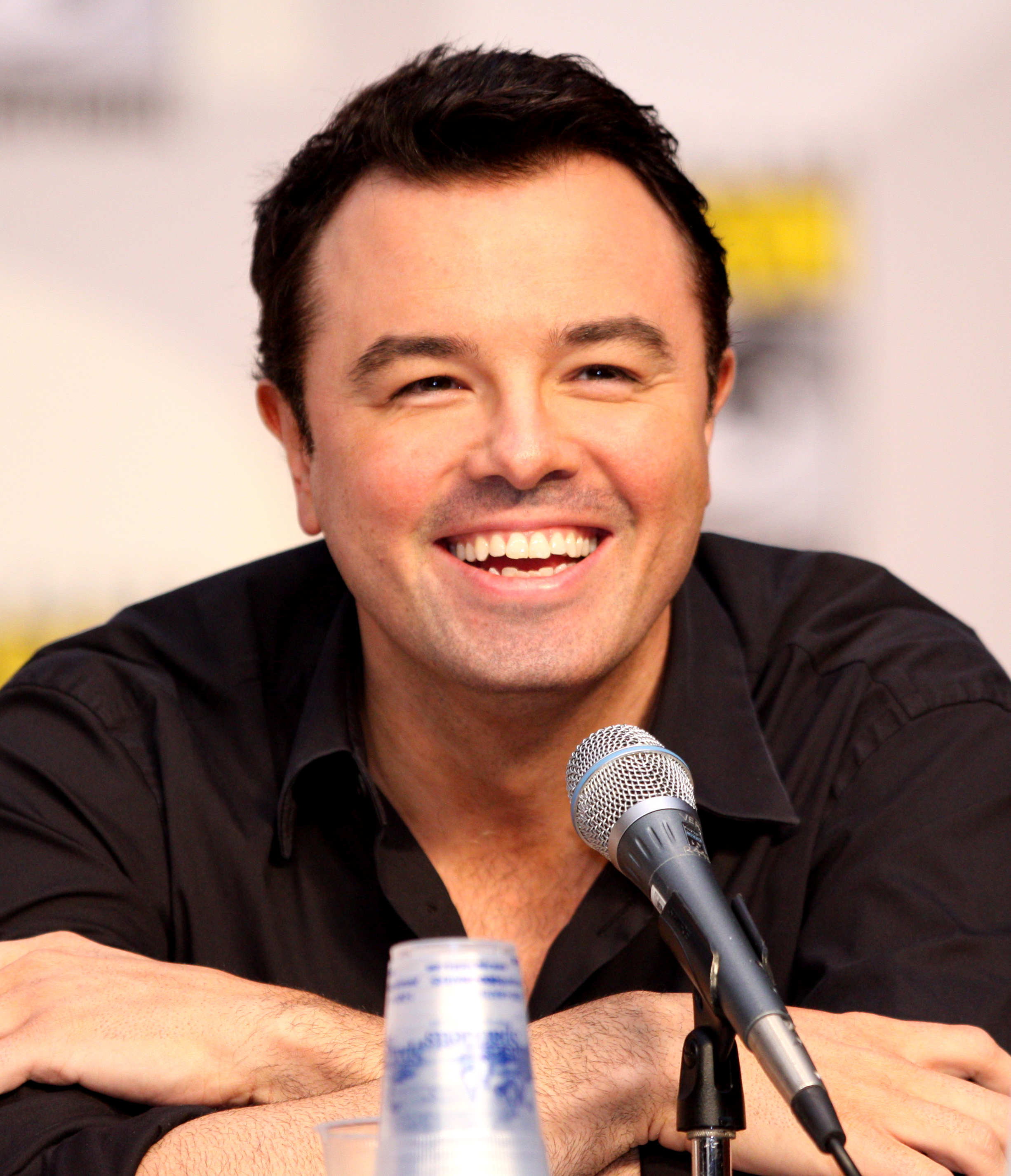
Seth MacFarlane anunció detalles del episodio en la 2010 San Diego Comic-Con.

El primer anuncio del episodio se hizo en la Convención del Cómic de San Diego de 2010 por el creador de la serie y productor ejecutivo Seth MacFarlane, el episodio está escrito por Brian Scully y dirigido por John Holmquist durante el transcurso de la novena temporada. Los veteranos de la serie Peter Shin y James Purdum, quienes anteriormente ejercieron de directores de animación, fueron supervisores de animación en el episodio, junto a Andrew Goldberg, Alex Carter, Elaine Ko, Spencer Porter y Aaron Blitzstein como equipo de guionistas. El compositor Walter Murphy, quien ya trabajara desde los inicios de la serie compuso la música del episodio.
Aparte del reparto habitual, prestan sus voces los actores: H. Jon Benjamin, Adam Carolla, Chris Cox, Carrie Fisher, Phil LaMarr, Jessica Stroup y Laura Vandervoort. Entre el reparto habitual se encuentran Ralph Garman, los guionistas Steve Callaghan, Danny Smith, Alec Sulkin y John Viener.

## Recepción
Friends of Peter G. se estrenó el 13 de febrero de 2011 dentro del bloque animado Animation Domination de FOX siendo precedido por American Dad, Los Simpson y Bob's Burgers y seguido a continuación por The Cleveland Show. Según la cuota de pantalla Nielsen, el episodio fue visto por 5,99 millones de televidentes a pesar de emitirse simultáneamente con Desperates Housewives en ABC, la 53ma edición de los Premios Grammy en CBS y Harry's Law en NBC. La producción obtuvo una nota de 3,2 en los demográficos de entre 18 a 49 años venciendo a American Dad, Los Simpson, Bob's Burgers y The Cleveland Show en un aumento significativo de espectadores. A pesar del share, la audiencia decreció significativamente respecto a la semana anterior debido a la emisión de la gala de los Grammy.
Rowan Kaiser de A.V. Club hizo una crítica negativa de Friends of Peter G. haciendo hincapié en la carencia de gracia y su mensaje "vagamente ofensivo" y le puso un deficiente de nota. Sin embargo, Jason Hughes de TV Squad reaccionó de manera positiva al episodio alabando el número musical y la aparición de Adam Carolla como la Muerte.